# Акме
Акме (от древногръцки ακμή – висша степен, връх) е соматично, физиологично, психологическо и социално състояние на личността, което се характеризира със зрялост в развитието, достигане до най-големи постижения в дейността и творчеството.
Смята се, че този период от живота на човека настъпва на възраст от 30 до 50 години.
В психоанализата дадения термин обозначава „пик“ на удовлетворението в сексуалния акт. Друго разбиране за акме е зрялост, най-добрата възраст от човешкия живот (30 до 45 години).
В медицината акме е връхна точка на развитие на болестта.